# Polad Hachimov
Polad Hachimov était un officier supérieur de l'armée azerbaïdjanaise et général de division (2019).
Il a été tué le 14 juillet 2020, lors des escarmouches entre les forces armées azerbaïdjanaises et les forces armées arméniennes sur la ligne de front à la frontière entre la région de Tovuz en Azerbaïdjan et la région de Tavush en Arménie.

## Vie et honneurs
Polad Hachimov est né en 1975 dans la ville de Gabala. Les racines de Hachimov viennent du village de Vandam, région de Gabala en Azerbaïdjan. Il est diplômé du lycée de Sumgait, puis de l'école supérieure de commandement des armes combinées de Bakou et de l'Académie militaire turque.
En 2003, le major Hachimov, par un décret du Président de l'Azerbaïdjan, Heydar Aliyev, pour les mérites particuliers de la protection de l'indépendance et de l'intégrité territoriale de la République d'Azerbaïdjan, pour les différences dans l'exercice des fonctions officielles et des tâches assignées à l'unité militaire, a reçu la médaille «Pour le mérite militaire».
En 2009, avec le grade de lieutenant-colonel, par ordre du président Ilham Aliyev pour des mérites spéciaux dans la protection de l'indépendance et l'intégrité territoriale de la République d'Azerbaïdjan et pour des mérites exceptionnels dans l'exercice des fonctions officielles et des tâches assignées à l'unité militaire, il a reçu la médaille «Pour la patrie». En 2014, pour des mérites particuliers dans la préservation de l'indépendance et de l'intégrité territoriale de la République d'Azerbaïdjan, pour des réalisations exceptionnelles dans l'accomplissement des devoirs et tâches militaires assignés à l'unité militaire et pour des mérites dans le domaine de l'enseignement militaire, par ordre du président Ilham Aliyev , Polad Hachimov a reçu l'Ordre du service à la patrie, degré III.
Il a servi près de Murovdağ et dans le district de Dachkasan, dans les zones de contact des forces armées azerbaïdjanaises et arméniennes. Polad Hachimov a participé à des affrontements armés au Haut-Karabakh en avril 2016 et a été blessé. Il a participé à la prise de l’une des hauteurs près du village de Talış. Pour ses mérites particuliers dans la protection de l'intégrité territoriale de la République d'Azerbaïdjan et pour la différence dans l'accomplissement des tâches assignées aux forces armées, Polad Hachimov a reçu l'Ordre du service à la patrie, degré II, le 19 avril 2016.
Le 24 juin 2019, sur ordre du président de l'Azerbaïdjan, Polad Hachimov a reçu le grade de général de division.

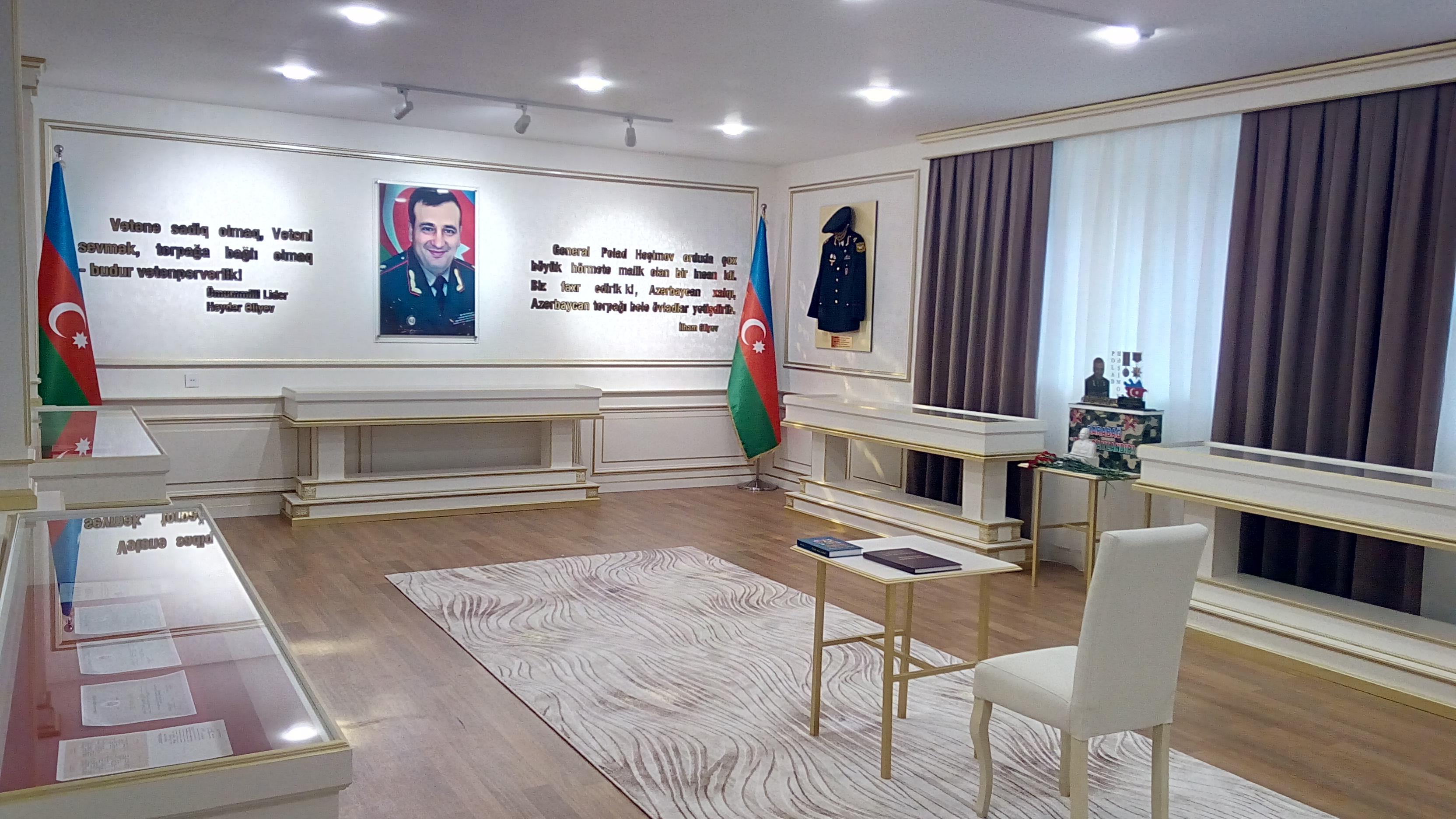
Musée commémoratif Polad Hashimov à Sumgayit

Le général de division Hachimov, en sa qualité de chef d'état-major de l'unité militaire Nord, a été tué le 14 juillet 2020, lors des combats à la frontière arméno-azerbaïdjanaise dans la direction de Tovuz. Au moment de sa mort, il était marié, il avait une fille et deux fils.